# Notre Dame Fighting Irish football

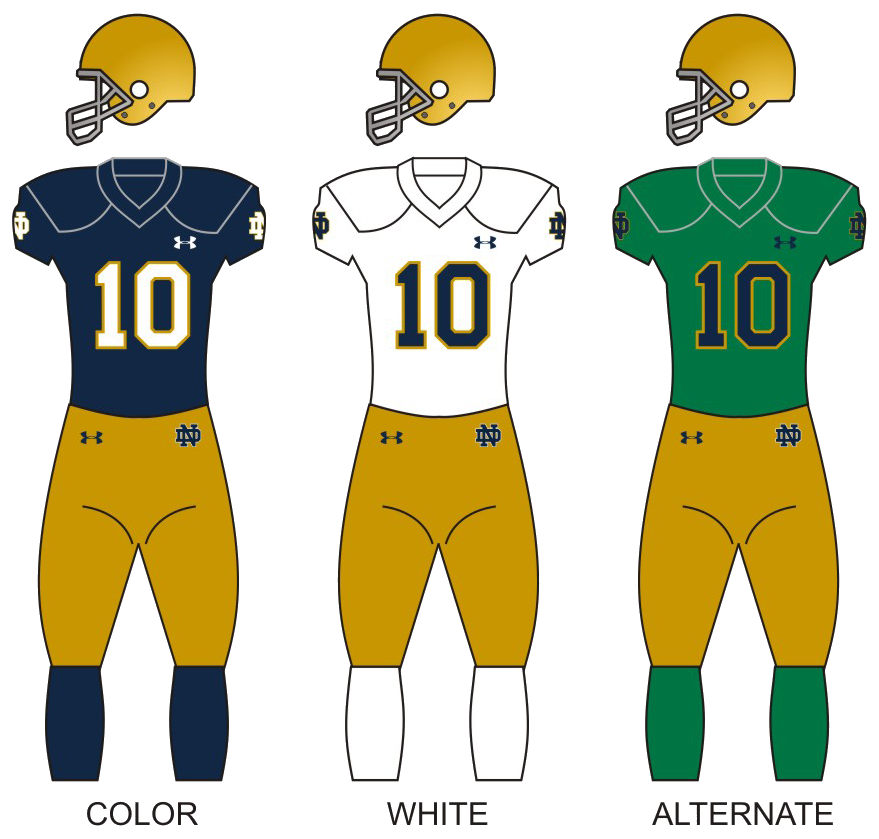
Uniformi

La squadra di football americano dei Notre Dame Fighting Irish rappresenta l'Università di Notre Dame. I Fighting Irish competono nella Football Bowl Subdivision della National Collegiate Athletic Association (NCAA) e sono un membro fondatore della Bowl Championship Series (BCS). Secondo quanto riconosciuto dalla NCAA, tredici sono i titoli nazionali vinti dai Fighting Irish che sono inoltre l'università che ha sfornato il maggior numero di vincitori del prestigioso Heisman Trophy (7), il maggior numero di All-American (96), il maggior numero di All-American all'unanimità (32) e il maggior numero di giocatori selezionati dalla National Football League.
Tutti i loro incontri casalinghi sono trasmessi dalla NBC tramite il pacchetto Notre Dame Football on NBC sin dal 1991: Notre Dame è l'unica università ad aver stipulato un proprio contratto televisivo nazionale che le ha permesso di rifiutare l'invito da parte della Big Ten per unirsi alla conference oltre che di essere l'unico programma indipendente nell'ambito della coalizione BCS. Questi fattori fanno sì che quello di Notre Dame sia uno dei programmi di football economicamente più rilevanti di tutti gli Stati Uniti.

## Strutture

### Notre Dame Stadium
I Fighting Irish giocano i loro incontri casalinghi al Notre Dame Stadium. Situato nella parte sud-est del campus universitario e costruito nel 1930, lo stadio ha oggi una capienza pari a 80.795 posti a sedere, frutto dei lavori di riammodernamento da 50 milioni di dollari terminati nel 1997. Lo stadio è uno degli impianti che ospitano partite di football americano più rinomati, tanto che il settimanale sportivo Sporting News nel 2006 lo inserì al secondo posto nella sua lista delle "Cattedrali del football universitario". Dall'interno dello stadio è possibile scorgere uno dei simboli di Notre Dame, il murale Touchdown Jesus.

## Giocatori celebri

### Heisman Trophy
Sette sono stati i giocatori di football di Notre Dame ad aver vinto il prestigioso Heisman Trophy, il secondo numero più alto tra gli istituti (Ohio State ha vinto 7 trofei con 6 giocatori; USC ha vinto 8 trofei con altrettanti giocatori).
- Angelo Bertelli – 1943
- Johnny Lujack – 1947
- Leon Hart – 1949
- Johnny Lattner – 1953
- Paul Hornung – 1956
- John Huarte – 1964
- Tim Brown – 1987

 Fighting Irish votati dalla giuria dell'Heisman Trophy:
- 1938 – Whitney Beinor, 9º
- 1943 – Angelo Bertelli, 1º, Creighton Miller, 4º, Jim White, 9º
- 1944 – Bob Kelly, 6º
- 1945 – Frank Dancewicz, 6º
- 1947 – Johnny Lujack, 1º
- 1949 – Leon Hart, 1º, Bob Williams, 5º, Emil Sitko, 8º
- 1950 – Bob Williams, 6º
- 1953 – Johnny Lattner, 1º
- 1954 – Ralph Guglielmi, 4º
- 1956 – Paul Hornung, 1º
- 1958 – Nick Pietrosante, 10º
- 1959 – Monty Stickles, 9º
- 1964 – John Huarte, 1º, Jack Snow, 5º
- 1965 – Bill Wolski, 11º
- 1966 – Nick Eddy, 3º, Terry Hanratty, 6º
- 1967 – Terry Hanratty, 9º
- 1968 – Terry Hanratty, 3º

- 1969 – Mike McCoy, 6º
- 1970 – Joe Theismann, 2º
- 1971 – Walt Patulski, 9º
- 1974 – Tom Clements, 4º
- 1975 – Steve Niehaus, 12º
- 1977 – Ken MacAfee, 3º, Ross Browner, 5º
- 1979 – Vagas Ferguson, 5º
- 1983 – Allen Pinkett, 16º
- 1985 – Allen Pinkett, 8º
- 1987 – Tim Brown, 1º
- 1989 – Tony Rice, 4º, Raghib Ismail, 10º (ex aequo)
- 1990 – Raghib Ismail, 2º
- 1992 – Reggie Brooks, 5º
- 2005 – Brady Quinn, 4º
- 2006 – Brady Quinn, 3º
- 2009 – Golden Tate, 10º[12]
- 2012 – Manti Te'o, 2º

### Altri premi nazionali
- Maxwell Award

Leon Hart – 1949
Johnny Lattner – 1952, 1953
Jim Lynch – 1966
Ross Browner – 1977
Brady Quinn – 2006
Manti Te'o – 2012
- Walter Camp Award

Ken MacAfee – 1977
Tim Brown – 1987
Raghib Ismail – 1990
Manti Te'o – 2012
- Johnny Unitas Golden Arm Award

Tony Rice – 1989
Brady Quinn – 2006
- Sammy Baugh Trophy

Terry Hanratty – 1967
Brady Quinn – 2005
- Fred Biletnikoff Award

Golden Tate – 2009
- John Mackey Award

Tyler Eifert – 2012
- Dick Butkus Award

Manti Te'o – 2012
Jaylon Smith – 2015
Jeremiah Owusu-Koramoah – 2020
- Chuck Bednarik Award

Manti Te'o – 2012
- Lombardi Award

Walt Patulski – 1971
Ross Browner – 1977
Chris Zorich – 1990
Aaron Taylor – 1993
Manti Te'o – 2012
- Lott IMPACT Trophy

Manti Te'o - 2012
- Bronko Nagurski Trophy

Manti Te'o – 2012
- Outland Trophy

George Connor – 1946
Bill Fischer – 1948
Ross Browner – 1976
- AT&T ESPN All-America Player

Brady Quinn – 2006
- The Jim Parker Trophy

Aaron Taylor - 1993
- The Jack Tatum Trophy

Bobby Taylor - 1994
- Chic Harley Award

Paul Hornung - 1956
- The Kellen Moore Award

Rick Mirer - 1992

### College Football Hall of Fame
I Fighting Irish hanno attualmente 50 membri indotti nella College Football Hall of Fame, 44 di essi sono giocatori, i restanti 6 allenatori. Grazie ad essi Notre Dame risulta l'ateneo della nazione con più membri indotti
| Nome              | Ruolo                            | Anno d'induzione |
| ----------------- | -------------------------------- | ---------------- |
| Hunk Anderson     | Offensive guard                  | 1974             |
| Angelo Bertelli   | Quarterback                      | 1972             |
| Tim Brown         | Wide receiver                    | 2009             |
| Ross Browner      | Defensive end                    | 1999             |
| Jack Cannon       | Offensive guard                  | 1965             |
| Frank Carideo     | Quarterback                      | 1954             |
| Dave Casper       | Tight end                        | 2012             |
| George Connor     | Offensive tackle                 | 1963             |
| Jim Crowley       | Halfback                         | 1966             |
| Zygmont Czarobski | Offensive tackle                 | 1977             |
| Dan Devine        | Coach                            | 1985             |
| Bob Dove          | End                              | 2000             |
| Ray Eichenlaub    | Fullback                         | 1972             |
| Bill Fischer      | Offensive tackle/Offensive guard | 1983             |
| George Gipp       | Halfback                         | 1951             |
| Jerry Groom       | Centro                           | 1994             |
| Ralph Guglielmi   | Quarterback                      | 2001             |
| Jesse Harper      | Coach                            | 1994             |
| Leon Hart         | End                              | 1973             |
| Frank Hoffman     | Offensive guard                  | 1978             |
| Lou Holtz         | Coach                            | 2008             |
| Paul Hornung      | Quarterback                      | 1985             |
| John Huarte       | Quarterback                      | 2005             |
| Johnny Lattner    | Halfback                         | 1979             |
| Elmer Layden      | Fullback                         | 1951             |

| Nome                 | Ruolo                | Anno d'induzione |
| -------------------- | -------------------- | ---------------- |
| Frank Leahy          | Coach                | 1970             |
| Johnny Lujack        | Quarterback          | 1960             |
| Jim Lynch            | Linebacker           | 1992             |
| Ken MacAfee          | Tight end            | 1997             |
| Jim Martin           | End/Offensive tackle | 1995             |
| Bert Metzger         | Offensive guard      | 1982             |
| Creighton Miller     | Halfback             | 1976             |
| Don Miller           | Halfback             | 1970             |
| Edgar Miller         | Offensive tackle     | 1966             |
| Fred Miller          | Offensive tackle     | 1985             |
| Wayne Millner        | End                  | 1990             |
| Alan Page            | Defensive end        | 1993             |
| Ara Parseghian       | Coach                | 1980             |
| Knute Rockne         | Coach                | 1951             |
| Louis Salmon         | Fullback             | 1971             |
| Marchy Schwartz      | Halfback             | 1974             |
| Bill Shakespeare     | Halfback             | 1983             |
| Red Sitko            | Halfback/Fullback    | 1984             |
| John "Clipper" Smith | Offensive guard      | 1975             |
| Harry Stuhldreher    | Quarterback          | 1958             |
| Joe Theismann        | Quarterback          | 2003             |
| Adam Walsh           | Centro               | 1968             |
| Bob Williams         | Quarterback          | 1988             |
| Tommy Yarr           | Centro               | 1987             |
| Chris Zorich         | Defensive Tackle     | 2007             |

### Fighting Irish nella NFL
| Fighting Irish NFL Hall of Famer |                 |                                   |                    |
| Anno d'induzione | Giocatore       | Squadre NFL                       | Stagioni nella NFL |
| 1963 | Curly Lambeau   | Green Bay Packers                 | 1919–49            |
| 1963 | John McNally[a] | Milwaukee Badgers                 | 1925–26            |
| 1963 | John McNally[a] | Duluth Eskimos                    | 1926-27            |
| 1963 | John McNally[a] | Pottsville Maroons                | 1928               |
| 1963 | John McNally[a] | Green Bay Packers                 | 1929-33, 1935-36   |
| 1963 | John McNally[a] | Pittsburgh Pirates                | 1934, 1937-38      |
| 1964 | George Trafton  | Chicago Bears                     | 1920-32            |
| 1968 | Wayne Millner   | Boston Braves/Washington Redskins | 1936–41, 1945      |
| 1975 | George Connor   | Chicago Bears                     | 1948–55            |
| 1986 | Paul Hornung    | Green Bay Packers                 | 1957-62, 1964-66   |
| 1988 | Alan Page       | Minnesota Vikings                 | 1967-78            |
| 1988 | Alan Page       | Chicago Bears                     | 1978-81            |
| 2000 | Joe Montana     | San Francisco 49ers               | 1979-92            |
| 2000 | Joe Montana     | Kansas City Chiefs                | 1993-94            |
| 2001 | Nick Buoniconti | Boston Patriots                   | 1962-68            |
| 2001 | Nick Buoniconti | Miami Dolphins                    | 1969-74, 1976      |
| 2002 | Dave Casper     | Oakland Raiders                   | 1974-80            |
| 2002 | Dave Casper     | Houston Oilers                    | 1980-83            |
| 2002 | Dave Casper     | Minnesota Vikings                 | 1983               |
| 2015 | Jerome Bettis   | Los Angeles/St. Louis Rams        | 1993-95            |
| 2015 | Jerome Bettis   | Pittsburgh Steelers               | 1996-2005          |
| 2015 | Tim Brown       | Los Angeles/Oakland Raiders       | 1988-2003          |
| 2015 | Tim Brown       | Tampa Bay Buccaneers              | 2004               |
| Note - Fonte ProFootballHOF.com - [a] McNally conseguì la laurea presso la St. John's in Minnesota, ma la sua carriera ebbe inizio a Notre Dame ed è per questo considerato dalla Pro Football Hall of Fame membro indotto di ambedue le università |                 |                                   |                    |

## Palmarès
La seguente è la lista degli 11 titoli nazionali vinti da Notre Dame:
| Anno             | Capo-allenatore  | Selettore        | Record | Bowl                     |
| ---------------- | ---------------- | ---------------- | ------ | ------------------------ |
| 1924             | Knute Rockne     | Helms, CFRA, NCF | 10–0   | Vittoria al Rose Bowl    |
| 1929             | Knute Rockne     | Helms, CFRA, NCF | 9–0    | –                        |
| 1930             | Knute Rockne     | Helms, CFRA, NCF | 10–0   | –                        |
| 1943             | Frank Leahy      | AP               | 9–1    | –                        |
| 1946             | Frank Leahy      | AP               | 8–0–1  | –                        |
| 1947             | Frank Leahy      | AP               | 9–0    | –                        |
| 1949             | Frank Leahy      | AP               | 10–0   | –                        |
| 1966             | Ara Parseghian   | AP, Coaches      | 9–0–1  | –                        |
| 1973             | Ara Parseghian   | AP               | 11–0   | Vittoria allo Sugar Bowl |
| 1977             | Dan Devine       | AP, Coaches      | 11–1   | Vittoria al Cotton Bowl  |
| 1988             | Lou Holtz        | AP, Coaches      | 12–0   | Vittoria al Fiesta Bowl  |
| Titoli nazionali | Titoli nazionali | Titoli nazionali | 11     | 11                       |